# Stangellus
Stangellus is een geslacht van kevers uit de familie  
kniptorren (Elateridae).
Het geslacht is voor het eerst wetenschappelijk beschreven in 1976 door Golbach.

## Soorten
Het geslacht omvat de volgende soorten:
- Stangellus bucheri Golbach, 1976
- Stangellus massulus (Candèze, 1881)
- Stangellus minutus (Candèze, 1878)